# Iosu Expósito
Jesús María Expósito López, más conocido como Iosu Expósito (Santurce; 23 de diciembre de 1960-Baracaldo; 31 de mayo de 1992), fue el guitarrista y vocalista de la banda punk Eskorbuto. Era el tío del exjugador de fútbol del Athletic Club, C.A. Osasuna y FC Cartagena Unai Expósito.

## Biografía
Iosu nació en Santurce, en Vizcaya, el 23 de diciembre de 1960. Su padre se llamaba José Expósito y su madre Alicia López. Vivían en el barrio de Mamariga, en Santurce.
En 1980 formó una banda de música con el también santurzano Juanma Suárez. No se decidían entre los nombres «Sección Mortuoria» o «Muñecas de Acero», así que decidieron seguir el consejo de Roberto Moso, integrante de Zarama, y ponerle Eskorbuto.
De ese modo dice que ocurrió Jabi Arroyo, del grupo Subversión X, y amigo de Iosu: 

Conocí a Iosu con trece años. Nos solíamos ver esporádicamente hasta que un día nos pusimos a hablar. Me decía que mucha gente se creía punky simplemente por llevar chupa de cuero. Nació una amistad entre nosotros. Yo subía a su casa y tocábamos la guitarra. Me enseñaba temas nuevos que pensaba sacar con Eskorbuto, aunque entre ellos surgieron problemas y algunos de aquellos temas, Jualma y Paco no los querían tocar, como «El mal de la humanidad».
Jabi Arroyo

Iosu sería el compositor principal de la banda con contribuciones ocasionales de Juanma Suárez. A principios de 1991, por problemas de salud, abandonó la banda y se ausentó de la gira de Eskorbuto por México, siendo sustituido por Iñaki Huarte. Después de tres semanas, Expósito se reincorpora a la banda, grabando Demasiados enemigos en 1991.

### Muerte y recuerdos
En sus últimos años batalló contra fuertes depresiones y comenzó un tratamiento con el antirretroviral AZT. En 1991 grabó un vídeo desaconsejando iniciarse en el consumo de heroína. Murió en el Hospital de Cruces, en Baracaldo, en mayo de 1992.
Meses después falleció igualmente el bajista y vocalista de Eskorbuto, Juanma Suárez. Ambos santurzanos fueron enterrados en el cementerio de Santurce, al cual peregrinan muchos amantes del punk. La madre de Iosu, Alicia, cuidaba su tumba hasta que ella misma murió en 2011. Los restos de Iosu iban a ser llevados a una fosa común al caducar la concesión de la tumba, pero plataformas vecinales presionaron para que se reservara un espacio en el cementerio a sus cenizas. Aquí una de las dedicatorias de sus seguidores:

Nos vemos en el infierno. Los Cerdos.

Beñat Arguinzoniz, en su libro Pasión y muerte de Iosu Expósito, cuenta los últimos días del guitarrista y vocalista. En él, personajes como Roberto Moso, Ladys Ramone o Jabi Arroyo están al lado de un Iosu enfermo y que quiere vivir. Esa juventud crecida en Margen Izquierda vivió rodeada por el paro y la droga educó y consumió su vida en la calle.

## Discografía

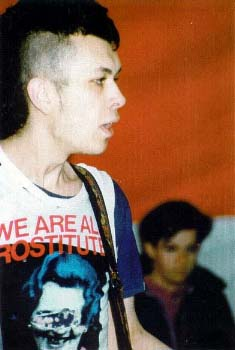
El cantante y bajista de Eskorbuto Juanma Suárez

### Eskorbuto
- Primeros ensayos (1982)
- Eskorbuto (EP) (1983)
- Jodiéndolo todo (1983)
- Que corra la sangre (1984)
- Zona Especial Norte (1984)
- Eskizofrenia (1985)
- Anti todo (1986)
- Ya no quedan más cojones, Eskorbuto a las elecciones (1986)
- Impuesto revolucionario (1986)
- Los demenciales chicos acelerados (1987)
- Las más macabras de las vidas (1988)
- Demasiados enemigos (1991)